# Bongo (Madingring)
Pour les articles homonymes, voir Bongo (homonymie).
Bongo est un village de la Région du Nord au Cameroun. Il est situé dans la commune de Madingring dans le département du Mayo-Rey.

## Géographie
Bongo est localisé à 8°31‘13"N de latitude et 15°01‘14"E de longitude. Le village est à proximité des localités de Pongo (873 m), de Kwoengou (4.5 km) de Madingring(4.9 km), de Wahoula (7.5 km), de Gor (15km), de Yagoye (29 km), de Madingring Ville (40 km).
Le climat dans l'arrondissement de Madingring est un climat tropical soudano-guinée. Il est caractérisé par 6 mois de pluie, puis 3 mois de saison sèche et enfin 3 mois de climat de transition. La hauteur des précipitations est mesurée entre 1200 et 1500 mm/an.